# Mühlbach (Schussen)
Der Mühlbach, teils auch Mühlbächle genannt, ist ein Bach von 4,7 km Länge auf der Gemarkung des Ortsteils Ettenkirch von Friedrichshafen im Bodenseekreis im südlichen Baden-Württemberg, der am Dreiländereck mit der Stadt Ravensburg und der Gemeinde Meckenbeuren von rechts in die Schussen mündet.

## Geographie

### Quelle und Verlauf
Der Mühlbach hat zwei Oberläufe, der kürzere mit deutlich weniger Einzugsgebiet gilt als der offizielle.

#### Linker Ast
Der linke Oberlauf beginnt zu Füßen eines Graswegs auf einer Böschung, etwa 300 m östlich von Ellenweiler kurz vor einem Waldstück, läuft dann auf dieses zu, an dessen Westrand nach Süden und knickt dort nach Osten ab. Durch die Flur erreicht er dann die Nordwestspitze des Appenweiler Weihers, wo er mit dem aus diesem ausfließenden anderen Oberlauf zusammentrifft. Bis zur Vereinigung hat er eine Länge von etwa 0,8 km.

### Rechter Ast
Der rechte Oberlauf entsteht als ein Graben zwischen Grundstücken nördlich einer namenlosen Ettenkirchener Häusergruppe am Ostabhang des Hummelbergs, dicht an der Markungsgrenze des Ortsteils Taldorf der Stadt Ravensburg. Er fließt zunächst in östliche Richtungen, nimmt dabei nach weniger als 100 Metern von rechts einen anderen Graben von 300 Metern Länge, nach etwa 200 Metern aus Nordwesten einen ihm selbst dort etwa gleich langen von links auf und kehrt sich nach etwa 300 Metern vor Rosengarten nach Süden. Inzwischen in einer kleinen Talmulde parallel zur K 7729 laufend, erreicht er nach 800 Metern Ellenweiler, unterquert dort in südwestlichem Versatz die Straße und dreht dort nach Passieren einer von seinen Muldenflanken nach Norden und Süden laufenden Böschungslinie in eine flachere Niederung ein, um dann wieder auf Südkurs zu gehen. Nur gut 100 Meter nördlich seines erneuten Südknicks beginnt der linke Ast. Vor der Böschungslinie zieht er parallel zur K 7729 nach Süden, nach etwa 2000 Metern insgesamt geht er in eine weite Kurven nach Norden, die südlich Bettenweiler umläuft, und fließt weiter abwärts im Gewann Großer Weiher auf 454,5 m dann in den etwa 2,2 ha großen Appenweiler Weiher ein. Nach dem Wiederaustritt fließt er nach wenigen Schritten mit seinem linken Bruder zusammen.  Bis zur Vereinigung hat er eine Länge von etwa 3,0 km.

### Unterlauf
Nach Vereinigung der Äste begleitet den Mühlbach nun eine Gehölzgalerie und er fließt  in Richtung seines kürzeren linken Ast am Südrand von Appenweiler weiter nach Osten und knickt danach nach Nordosten ab. Etwa 700 Meter nach der Vereinigung erreicht er den Westrand eines größeren Waldgebietes, tritt in beständigem Lauf in es ein und trennt hier den Weißenauer Wald zu seiner Rechten vom Adelsreuter Wald zu seiner Linken. Drinnen erreicht ihn gleich aus Richtung Hinterhof der erste von drei linken Zuflüssen mit Längen um einen Kilometer, danach legt er sich in wilde kleine Schlingen. Ab dem Zulauf des zweiten Bachs aus dem Adelsreuter Wald zieht er aber in gerader Linie weiter. An der Mündung des dritten laufen dieser und der Mühlenbach selbst schon in einem deutlich eingeböschten Taltrog, ab hier folgt ihm die Stadtgrenze zwischen Friedrichshafen und Ravensburg. Er biegt nun recht schnell nach Südosten, die Flur tritt an sein linkes Ufer und er mündet schließlich an der Spitze eines Nordkeils des Gemeindegebiets von Meckenbeuren nach 6,3 km Lauf von rechts in die hier südlich laufende Schussen.

### Einzugsgebiet
Der Mühlbach hat ein Einzugsgebiet von 4,7 km² Größe. Etwa 16 ha nördlich des obersten linken Astes und etwa 39 ha ebenfalls im Norden im Adelreuter Wald gehören davon zur Gemarkung Taldorf von Ravensburg, der stark überwiegende übrige Teil zum Ortsteil Ettenkirch von Friedrichshafen. Etwa ein Drittel davon ist Wald.
Außer den schon genannten Ortschaften und Wohnplätzen Appenweiler, Bettenweiler, Ellenweiler, Hinterhof, Rosengarten, liegen im Einzugsgebiet noch Batzenweiler und der überwiegende Teil vom Lempfriedsweiler, ein Gebäude von Lehhorn und zwei namenlose Wohnplätze. Die Besiedlungsdichte ist gering.